# Hüttchesbaum

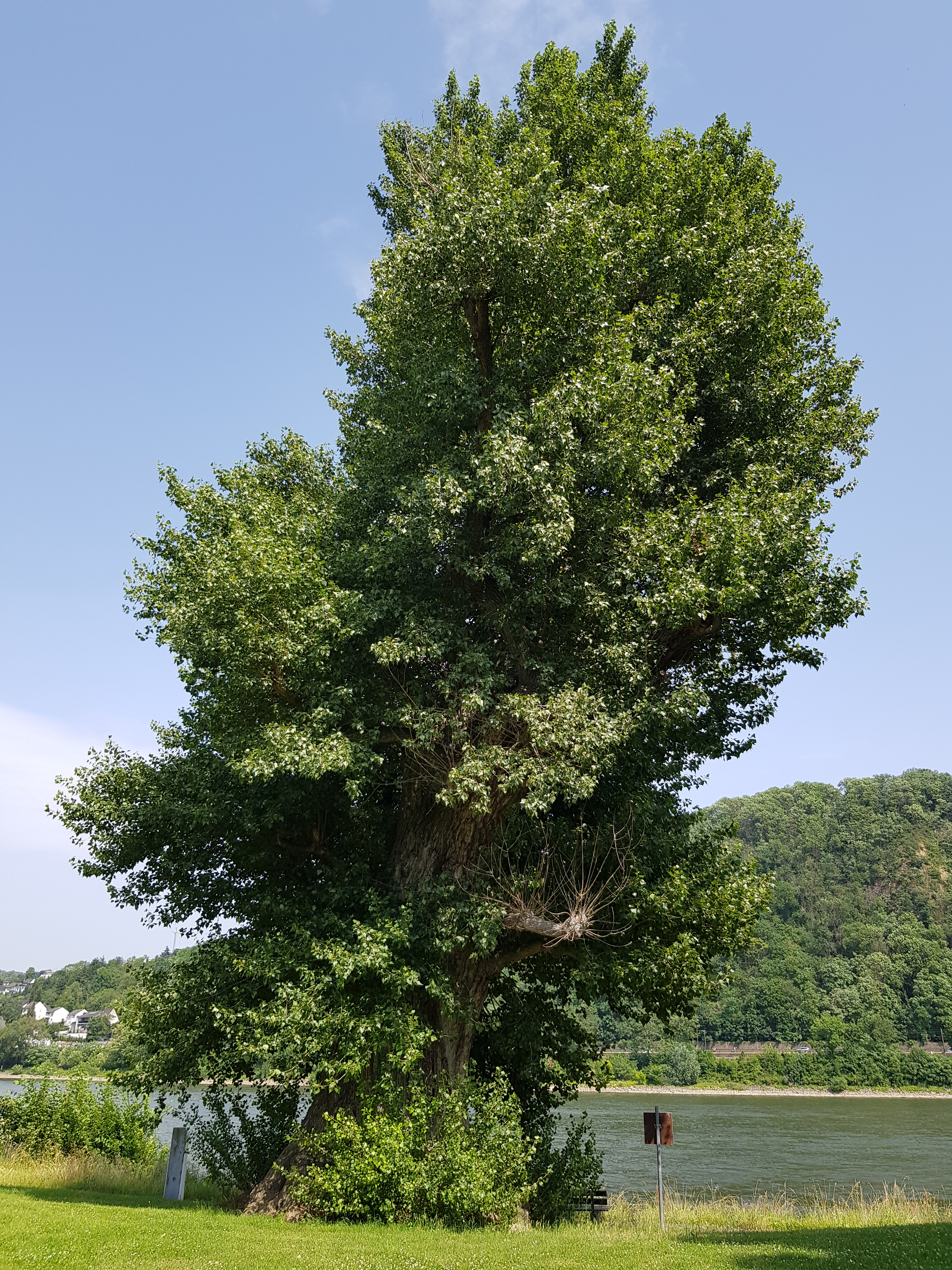
Hüttchesbaum am Rheinufer

Der Hüttchesbaum, auch Hüttchensbaum, ist eine im Koblenzer Ortsteil Neuendorf 1812 gepflanzte Schwarzpappel. Er prägt als markante Grünstruktur die Rheinuferansicht und gilt als ein Wahrzeichen von Neuendorf.
Im Juli 2025 wurden schwere Schäden am Baum festgestellt. Die Stadt Koblenz hat sich gegen eine Fällung entschieden und belässt den Baum in seinem Zustand. Der angrenzende Leinpfad bleibt daher bis auf weiteres gesperrt.

## Geschichte
An der alten Überfahrtsstelle über den Rhein von Neuendorf nach Urbar wurden vom Schiffer Nikolaus Urmetzer 1812 zwei Schwarzpappeln als Hochzeitsbäume gepflanzt. Sie waren mit einem Steinkranz umgeben, auf dem man sich zu einem Plauderstündchen niederlassen konnte. Zwischen den Bäumen stand eine Schutzhütte für den Fährmann. Durch Hochwasser wurde eine Schwarzpappel entwurzelt und umgerissen. Eine andere Quelle spricht davon, dass eine Schwarzpappel und auch die Schutzhütte einem Brand zum Opfer fielen.
Seit den 1960er-Jahren trägt der Baum den Namen Hüttchesbaum. Diesen Namen soll er erhalten haben, da er neben der Fährmannshütte stand.
Im Wurzelhohlraum gab es 1977 einen Brand. Der Schaden wurde baumchirurgisch behandelt. Die offene Stelle am Fuß des Baumes verschließt seitdem ein Gitterrost. Der Steinkranz ist nicht mehr vorhanden. Vor dem Baum steht nun eine Bank zum Verweilen, neben ihm eine Informationstafel.